# Brandon Crawford
Brandon Michael Crawford (ur. 21 stycznia 1987) – amerykański baseballista występujący na pozycji łącznika w San Francisco Giants.

## College
Crawford studiował na University of California w Los Angeles, gdzie w latach 2006–2008 grał w drużynie uniwersyteckiej UCLA Bruins. W 2006 wraz z reprezentacją Stanów Zjednoczonych zdobył złoty medal na uniwersjadzie w Hawanie. W latach 2006–2007 był wybierany najbardziej wartościowym zawodnikiem zespołu. Ponadto w 2007 został wybrany do składu All-Pac-12 Conference.

## San Francisco Giants
W czerwcu 2008 roku został wybrany w czwartej rundzie draftu przez San Francisco Giants i początkowo występował w klubach farmerskich tego zespołu, między innymi we Fresno Grizzlies, reprezentującym poziom Triple-A. W Major League Baseball zadebiutował 27 maja 2011 w meczu przeciwko Milwaukee Brewers, w którym zdobył grand slama i został szóstym zawodnikiem w historii MLB, który dokonał tego w debiucie.
W 2012 zdobył pierwszy tytuł World Series, w których Giants pokonali Detroit Tigers 4–0. 1 października 2014 w meczu o dziką kartę pomiędzy Giants a Pittsburgh Pirates został pierwszym łącznikiem w historii MLB, który zdobył grand slama w postseason. W tym samym roku zdobył drugie mistrzostwo MLB.
W 2015 po raz pierwszy wystąpił w Meczu Gwiazd, w którym zaliczył sacrifice fly i został wyróżniony spośród łączników w National League, otrzymując Złotą Rękawicę oraz Silver Slugger Award. W listopadzie 2015 podpisał nowy, sześcioletni kontrakt wart 75 milionów dolarów.
8 sierpnia 2016 w meczu z Miami Marlins wyrównał rekord National League i jednocześnie został piątym od 1913 zawodnikiem w MLB i pierwszym w historii klubu, który zaliczył 7 uderzeń. Ostatnio dokonał tego Rennie Stennett z Pittsburgh Pirates w spotkaniu z Chicago Cubs w 1975.

## Nagrody i wyróżnienia
| Nagroda/wyróżnienie         | Lata             | Źródło       |
| 2× All-Star                 | 2015, 2018       | [ 3 ]        |
| 2× zwycięzca w World Series | 2012, 2014       | [ 7 ] [ 9 ]  |
| 3× Gold Glove Award         | 2015, 2016, 2017 | [ 3 ] [ 12 ] |
| Silver Slugger Award        | 2015             | [ 13 ]       |